# 黑头海天牛
黑头海天牛（学名：Elysia nigrocapitata）一种分布于日本及中国香港等地区海域的软体动物，隶属于海天牛科海天牛属。

## 形态特征
黑头海天牛是一种较小型的海天牛。呈蛞蝓形，体长5～6毫米，为淡黄至青绿色，头部黑色，侧足边缘白色。